# Шуто Јамамото
Шуто Јамамото (јап. 山本 脩斗; 1. јун 1985) јапански је фудбалер.

## Каријера
Током каријере играо је за Џубило Ивата и Кашима Антлерс.

## Репрезентација
За репрезентацију Јапана дебитовао је 2017. године.

## Статистика
| Јапан  | Јапан | Јапан |
| Год.   | Ута.  | Гол.  |
| ------ | ----- | ----- |
| 2017   | 1     | 0     |
| Укупно | 1     | 0     |